# Missouri Fox Trotter
Il Missouri Fox Trotter è una razza equina con caratteri non del tutto definiti e costanti. È stato selezionato in Arkansas e in Missouri, USA, e più precisamente sui monti Ozark dai coloni all'inizio del diciannovesimo secolo, i quali necessitavano di un cavallo in grado di trasportare comodamente un uomo per lunghe distanze e su ogni tipologia di terreno. Inoltre, vista la sua notevole resistenza e le sue belle andature, venne successivamente utilizzato come mulo. Grazie a particolari ed attenti incroci, anche con l’American Saddlebred (Americano da sella), portò allo sviluppo di un cavallo che utilizza tuttora una particolare ed esclusiva andatura detta Fox Trot in cui il cavallo esegue un passo vivace con gli arti anteriori e trotta con gli arti posteriori. Il primo libro genealogico è stato avviato in USA nel 1948 e nel 2012 comprendeva complessivamente più di 100.000 cavalli. Nel 1992 è stata fondata l'Associazione europea che nel 2009 contava circa 600 Missouri Fox Trotter. Infine nel 2006 è stata aperta un’ulteriore registrazione di dimensioni ridotte negli Stati Uniti. Il Missouri Fox Trotter è un cavallo mesomorfo, cioè di media statura, ma con muscolatura potente e compatta. Viene oggigiorno utilizzato principalmente per trekking, salto ostacoli, cross-country, endurance e per eventuali lavori nei ranch.

## Storia
Il Missouri Fox Trotter nacque circa ai primi dell'Ottocento dal momento in cui i coloni dell'altopiano d'Ozark (provenienti dal Kentucky, dal Tennessee e dalla Virginia) avevano la necessità di un cavallo che potesse svolgere diversi lavori, molto spesso faticosi. L'incrocio di diverse razze quali Arabo, Morgan, Americano da sella, Tennessee e Trottatore americano permise di ottenere questo ottimo equino resistente e molto utile per il lavoro in fattoria e nei ranch.
In seguito, nel 1948 sempre sull'altopiano dell'Ozark negli Stati Uniti si fondò l'associazione degli allevatori del Missouri Fox Trotter (Missouri Fox Trotting Horse Breed Association – MFTHBA) nella quale si potevano iscrivere i cavalli in possesso di caratteristiche fisiche o della tipica andatura (Fox Trot) di questa razza. Nel 1982, però, la possibilità di iscrizione al libro genealogico fu riservata ai soli cavalli che avevano almeno un genitore registrato nella MFTHBA e dal 1983 il vincolo divenne che tutti e due i genitori fossero iscritti.Nel 2002 il Missouri Fox Trotter divenne il cavallo ufficiale del Missouri.

### Europa
I primi cavalli appartenenti a questa razza e dal mantello Palomino vennero importanti dalla regina nel Regno Unito intorno al 1950. Fu poi nel 1992 che il Missouri Fox Trotter venne presentato alla fiera Hippologica a Berlino e successivamente nel 1993 alla fiera Equitana a Essen, sempre in Germania. Da quel momento in poi il numero di questi capi iniziò ad aumentare sempre più. Oggigiorno esiste infatti un'Associazione europea degli Allevatori del Missouri Fox Trotter (EMFTHA), che conta circa 600 capi distribuiti per la maggior parte in Germania, Austria e Svizzera.

## Morfologia
Il Missouri Fox Trotter è un cavallo alto da 142 a 163 cm (56-64 pollici) e pesa tra 410 e 540 kg (900-1200 libbre). La Missouri Fox Trotting Horse Breed Association nel 2004 ha istituito un registro separato per i pony tra 112 e 142 cm.
I Fox Trotters possono essere di qualsiasi colore (grigio, baio, sauro, morello) o pezzato. Sono frequenti marcature bianche sul viso e sulle gambe. La testa è liscia, ben proporzionata, a profilo rettilineo, le orecchie sono appuntite, gli occhi grandi, brillanti e vivaci. La criniera è morbida e setosa. Il collo è ben proporzionato, di media lunghezza, ben collegato e termina in un garrese rilevato e marcato. La linea dorso-lombare è breve e dritta. I fianchi sono pieni, la groppa arrotondata e muscolosa, la coda è ben attaccata. Il petto è ampio e muscoloso, il torace ampio e profondo, la spalla muscolosa e ben inclinata e gli arti robusti e solidi, caratteristiche che rendono questi animali in grado di trasportare carichi pesanti. Gli zoccoli sono ben conformati e proporzionati alla mole dell’animale e gli appiombi sono corretti.
È una razza molto docile e disponibile al lavoro con l’uomo, facile da addestrare. Si tratta di un cavallo a sangue freddo.

## Indole e attitudini
Il Missouri Fox Trotter è molto utilizzato per le attività di turismo equestre, in lavori in piano e nella conduzione del bestiame. Viene selezionato per la sua ottima resistenza nei lunghi percorsi e l'elevata capacità di carico. La loro indole docile li rende ottimi per lavori di riabilitazione equestre e si sono dimostrati efficaci anche per persone che presentano disabilità minori. Spesso le fattrici Fox Trotters vengono incrociate con gli asini, al fine di ottenere muli con l’andatura Fox Trot, perfetti per le pratiche di caccia e di turismo equestre, soprattutto negli Stati Uniti centrali. Viene utilizzato in varie discipline, quali Horsemanship, Trail horse, Western Pleasure, Versatility Ranch Horse.
Inoltre è un cavallo molto impiegato dal servizio forestale degli Stati Uniti.

### Andature
Il Missouri Fox Trotter rientra nelle razze "ambling gait” le quali si contraddistinguono per le loro particolari andature. A differenza degli altri cavalli gait che eseguono uno spostamento laterale degli arti (movimento del piede anteriore e posteriore dello stesso lato), questo animale è l'unico ad effettuare nelle andature un appoggio diagonale (spostamento di anteriore e posteriore opposti). Ogni passo è accompagnato da movimenti ritmici del collo e della coda che, insieme al resto del corpo, fanno apparire il Missouri Fox Trotter molto armonico in tutte le sue esecuzioni. Negli Stati Uniti si tengono mostre e gare con punteggi riferiti specialmente al Fox Trot, al passo e al galoppo (canter)

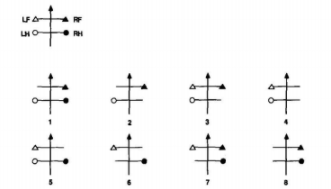
Sequenza d'appoggio per il Fox Trot utilizzando il diagramma dell'andatura di Muybridge

- Fox Trot: è l'andatura che lo caratterizza e che dà il nome alla razza (poiché l'impronta lasciata sul terreno è simile a quella della volpe). È un gait diagonale spezzato in quattro tempi con una cadenza creata dal cavallo che muove il piede anteriore una frazione di secondo prima del piede posteriore opposto. É un'andatura elegante e raccolta con passi ampi e distesi. La testa viene tenuta leggermente elevata e mossa in sintonia con il passo dei posteriori, la coda si muove naturalmente enfatizzando il ritmo dell'andatura. Un Fox Trot eseguito correttamente vede sempre almeno un piede poggiato a terra; così facendo viene eliminato il rimbalzo causato dai momenti di sospensione e dallo scossone di due piedi che colpiscono il suolo. Oltre al vantaggio della schiena ferma, il dispendio energetico richiesto per questa andatura è minimo tanto che il cavallo riesce a percorrere lunghe distanze senza affaticarsi troppo (può raggiungere fino a 16 km/h). Queste qualità rendono il Missouri Fox Trotter la razza ideale e ricercata per una cavalcatura comoda in sella.[1][2][14]

- Flat Foot Walk: è una camminata accelerata a piedi piatti in quattro tempi in cui ogni piede viene sollevato e appoggiato con una cadenza regolare. L'impronta dello zoccolo posteriore oltrepassa l'orma dello zoccolo anteriore. È l'andatura più utilizzata quando si cavalca un Missouri Fox Trotter, soprattutto durante i trekking, dal momento che ha tutte le comodità del passo: schiena ferma e comoda per il cavaliere aggiunta ad una maggior velocità di spostamento (può raggiungere i 12 km/h). Questa andatura richiede un basso dispendio di energia per il cavallo, consentendogli di percorrere lunghe distanze senza affaticare né sé stesso né il cavaliere. Il Flat Foot Walk accelerato è chiamato Running Walk. Questa andatura differisce notevolmente dal Fox Trot per il suo ritmo spezzato causato dal ciclo a 4 tempi.[5][15]
- Canter: è un galoppo dolce e raccolto a tre battute durante il quale il cavallo procede dritto e rilassato. Questa andatura può mutare nel lope, un galoppo lento, disteso e raccolto che viene richiesto esclusivamente nelle esibizioni europee. Durante il Canter il movimento della testa è molto pronunciato poiché viene utilizzata come contrappeso. Questa raggiunge la massima elevazione quando l'anteriore interno tocca il suolo e la minor elevazione quando è il posteriore esterno a toccare il suolo. Al galoppo, i piedi colpiscono il suolo in questa sequenza: (1) il piede posteriore esterno, (2) il retro interno e il davanti esterno, simultaneamente e (3) il davanti interno. Questo produce la cadenza di tre movimenti.[11][13]

## Influenza culturale

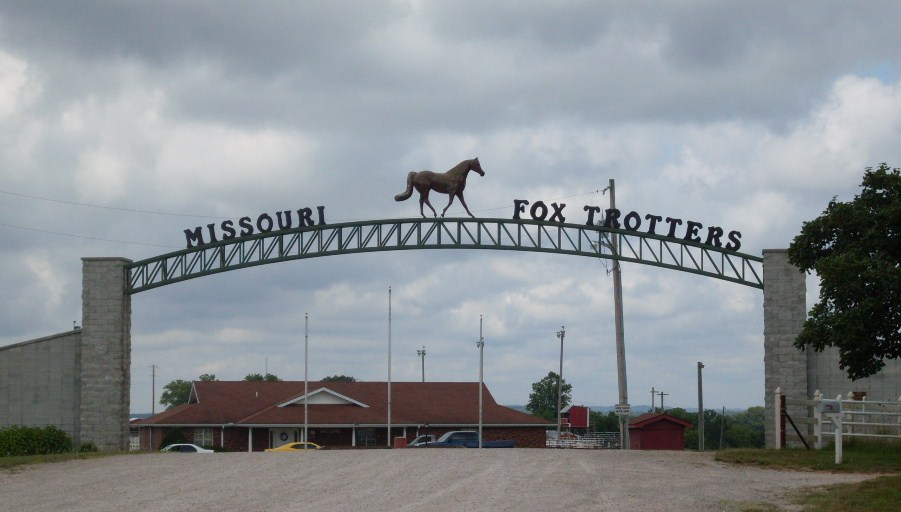
Ingresso dell'area fieristica del Missouri Fox Trotter ad Ava

Nel 1992 il Missouri Fox Trotter e la sua particolare andatura (Fox Trot) hanno dato origine ad un ballo detto “foxtrot”, il quale è nato in America ed è diventato famoso in tutto il mondo.
Ad Ava, Missouri, ogni anno viene celebrato il Missouri Fox Trotter attraverso uno spettacolo detto “Missouri Fox Trotting Horse World Show and Celebration”.
Il Missouri Fox Trotter compare nel videogioco Red Dead Redemption 2 come cavalcatura personale.